# Neferkara Pepy
Neferkara Pepy o Pepy II fue el último faraón relevante de la VI dinastía y del Imperio Antiguo de Egipto, aproximadamente entre el 2278 y el 2184 a. C. (según Von Beckerath). Denominado Neferkara en la Lista Real de Abidos y en la Lista Real de Saqqara, su gobierno se llevó a cabo desde Menfis y fue uno de los más destacados y longevos del período; el Canon de Turín le asigna 90 años de reinado. Sexto Julio Africano expone que, según Manetón, comenzó a reinar a la edad de seis años, y continuó haciéndolo hasta los cien años.
Los historiadores sitúan normalmente a Pepy II como el último gran faraón del Imperio Antiguo, además de ubicar de modo generalizado el inicio de la crisis del Primer Período Intermedio de Egipto aproximadamente a partir de la mitad de su reinado.

## Gobierno
El gobierno de Pepy II se situó en la Dinastía VI, y se alzó como faraón aun siendo un infante, como era ya costumbre en aquel entonces. Los primeros años de Neferkara parecieron ser prometedores, con cuantiosas expectativas de crecimiento y mejora tras los últimos faraones, cuyas regencias no fueron tan exitosas ni abundantes como se había esperado. Entre otros factores que transmitieron el primigenio potencial de Neferkara y su gobierno, puede citarse cómo se realizaron notorias expediciones hasta Nubia, pareciendo que el reinado del joven faraón fijaría su mirada para lograr crecer hasta nuevos territorios y aumentar la riqueza de Egipto. Se conserva un papiro que describe el interés de un faraón, todavía siendo niño, por los pigmeos que se traían desde el sur para ser empleados como bufones, un enclave donde también fijó su mirada durante los primeros años. Con todo, la primera mitad del reinado del faraón se desarrolló óptimamente y cumplió expectativas, desarrollándose con una situación de bienestar estandarizada y ampliamente masificada, algo que fue muy valorado por los súbditos de aquel período.
Pero década tras década se fue deteriorando el poder central menfita, en el marco de la segunda mitad del reinado de Pepy II, empezando de este modo una profunda crisis que se alargaría cuantiosamente en el tiempo e incluso impregnaría el gobierno de sus sucesores; fue el inicio del Primer Período Intermedio, cuyo inicio actualmente se sitúa aproximadamente en torno al año 2190 a. C. La situación social, económica, religiosa y política se empezó a deteriorar gravemente, implicando un cambio de rumbo en el contexto general del conjunto territorial egipcio. Las nueve décadas de gobierno de Pepy II entre los años 2255 y 2165 a. C. hicieron de su reinado uno de los más largos de la historia de los faraones, coincidiendo con el inicio del Megalayense, pero también lo convirtieron en un dinámico eje de crecientes problemáticas a lo largo de todos sus dominios. Ante todo, la dinastía y su élite gubernamental circundante fueron perdiendo poder, autoridad y credibilidad ante los ojos de sus súbditos, todo ello a causa de una exponencial sucesión de circunstancias ocasionadas tanto de manera sucesiva como sincrónica:
En primer lugar, las notorias concesiones económicas de los faraones al clero y el incremento de poderío e influencia de los nomarcas y caciques locales habían ido debilitando el peso de la monarquía y sus instituciones. Por ejemplo, los nomarcas acabaron convirtiéndose en los virtuales soberanos de sus respectivas provincias. En segundo lugar, los grandes recursos destinados ya por entonces de modo crónico al clero y al mundo de la muerte producirían incipientemente una situación de ruina, pues semejante dilapidación de bienes masiva implicaba una pérdida de riqueza que casi no conocía límites. Los recursos ofrecidos se acumulaban en improductivos ajuares de tumbas y gastos de cultos funerarios, quedando gran parte de las riquezas del país consumidas en el marco religioso. En tercer lugar, el creciente envejecimiento del faraón y el deterioro de su salud provocó que quedara en evidencia ante sus súbditos en cuantiosas ocasiones; como en asuntos de política interior, fricciones contra sectores de la élite egipcia o durante ciertos ritos públicos (como el de la ceremonia de las ocho-diez vueltas en carro en el Templo de Horus, donde hipotéticamente debía mostrar su fortaleza y condición). Ello se interpretó en su momento como una grave pérdida de su divinidad, perdiendo pues la devoción sacral del pueblo e incluso de las varias altas castas militares y religiosas. En cuarto lugar, el Egipto del momento perdió influencia en política exterior, restando así en una situación de relativa vulnerabilidad ante pueblos extranjeros y con una pérdida de influencia ante los territorios circundantes. Y finalmente, en quinto lugar, por aquel entonces el territorio y amplias zonas de su entorno sufrían un fuerte periodo de sequía, lo cual comportaba colateralmente una menor afluencia de aguas del Nilo y de las precipitaciones anuales, además de provocar una contundente situación de carestía y hambruna, tanto entre el pueblo situado en torno al río como entre las numerosas tribus nómadas del desierto. Tal situación obligaba a las masas a buscar nuevos medios de subsistencia más allá de las antiguas tierras fértiles del Delta (cuyas cosechas quedaron minadas), llevando ello a una pérdida demográfica y a cuantiosos movimientos migratorios. Además, el peso de semejante crisis hídrico-productiva de carácter natural justificaba la extensión y defensa de una idea sin precedentes; la pérdida del favor de los dioses por parte del faraón.
Así pues, este conjunto de factores combinados que se dieron con el paso de los años desde medianos del reinado de Pepy II precipitaron al derrumbe de la monarquía menfita, imperando un contexto que se iría agravando con los años; la anarquía, la avaricia de sectores de las clases altas, la sequía, el hambre, la desconfianza real, la pérdida de la fe divina en el faraón y la incertidumbre religiosa se adueñaron del país, el Delta fue ocupado por cuantiosas oleadas de pueblos asiáticos y los siguientes faraones no fueron capaces de redirigir la situación. Tras su muerte, le sucedieron un par de reyes de corto reinado y poca relevancia histórica, tras los cuales se desintegró definitivamente lo poco que quedaba del centralizado estado faraónico. Egipto se fraccionó en varias comarcas independientes, que en ocasiones luchaban entre sí, dando comienzo al conocido como Primer Período Intermedio de Egipto. Semejante situación no se vería solucionada hasta la unificación y las reformas emprendidas por Mentuhotep II (XI Dinastía), a partir del año 2061 a. C.

Los registros del período plasman a la perfección esta situación de vigente decadencia: El texto egipcio Las admoniciones del sabio, describe un estado caótico y muestra nostalgia por el pasado (ha sido situado por algunos estudiosos durante su reinado, aunque otros afirman que se trata en realidad de una obra del Primer Periodo Intermedio). Otro punto de vista exponencial puede ser hallado en la tumba de Anjtifi, un gobernante del nomo de Hieracómpolis, cuyo registro describe la crítica situación que padecía el pueblo:
"He dado pan al hambriento y vestido al desnudo... no permití que nadie muriera de hambre en este nomo... he prestado cereal... algo que ciertamente no encontré que hubiera sido hecho por los gobernantes que me precedieron...".
Pero a pesar de que el reinado de Pepy II fuera crítico desde una perspectiva global, es necesario citar que la longevidad del faraón es una prueba del buen nivel de vida logrado en Egipto durante el tercer milenio antes de Jesucristo, antes de entrar en crisis. Se ha calculado que la vida media de los egipcios antes del Primer Período Intermedio rondaría por entonces los cincuenta años, cuando en otras partes del mundo raramente sobrepasaban la treintena; esto se fundamenta perfectamente mediante las dataciones efectuadas a partir de restos exhumados pertenecientes al período de la primera mitad del reinado del faraón. Además, el propio poderío combinado con la abundancia que llegó a tener la capital, Menfis, plasma otro ejemplo del nivel de vida y el bienestar general que llegó a alcanzarse en el marco de la pre-decadencia. Se estima que fue la ciudad más poblada del mundo hasta el año 2250 a. C., y en su momento de mayor auge pudo tener más de quinientos mil habitantes. No obstante, con la crisis Tebas la acabaría sucediendo como capital en el año 2040 a. C., con el mandato de la Dinastía XI.
Respecto al destino final del cuerpo del faraón, sus restos fueron depositados en la Necrópolis de Saqqara, el conjunto funerario monumental usado por excelencia por parte de las dinastías del Imperio Antiguo situado en Menfis.

## Registro histórico
Su gobierno quedó inmortalizado en numerosas muestras de arte,  arquitectura, legislación, administración y culto, como se plasma a continuación:
Complejo monumental:

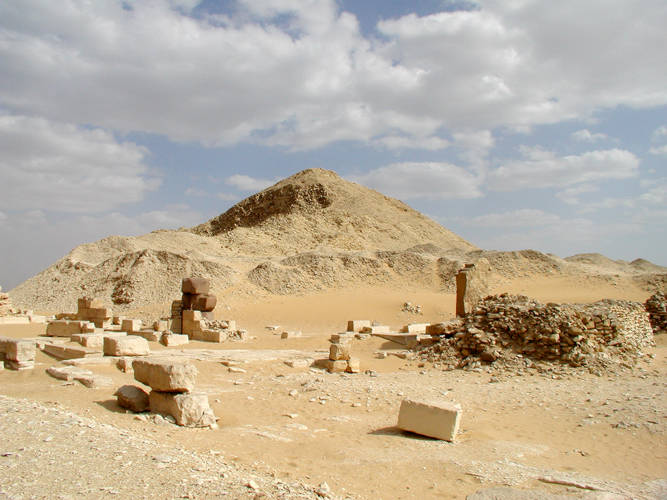
Restos de la pirámide de Pepy II, en Saqqara.

- La pirámide de Pepy II y su complejo funerario, en Saqqara.

Es mencionado en las biografías de varios de sus funcionarios en:
- La biografía de Dyau, de su tumba, cerca de Abidos (Museo de El Cairo) (Sethe)
- La carta del rey en la biografía de Herjuef, en su tumba, cerca de Elefantina (Sethe)
- La tumba de Ibi, en Deir El-Gabrawi (Sethe)
- La tumba de Dyau, en Deir El-Gabrawi (Sethe)

Inscripciones con su nombre en:

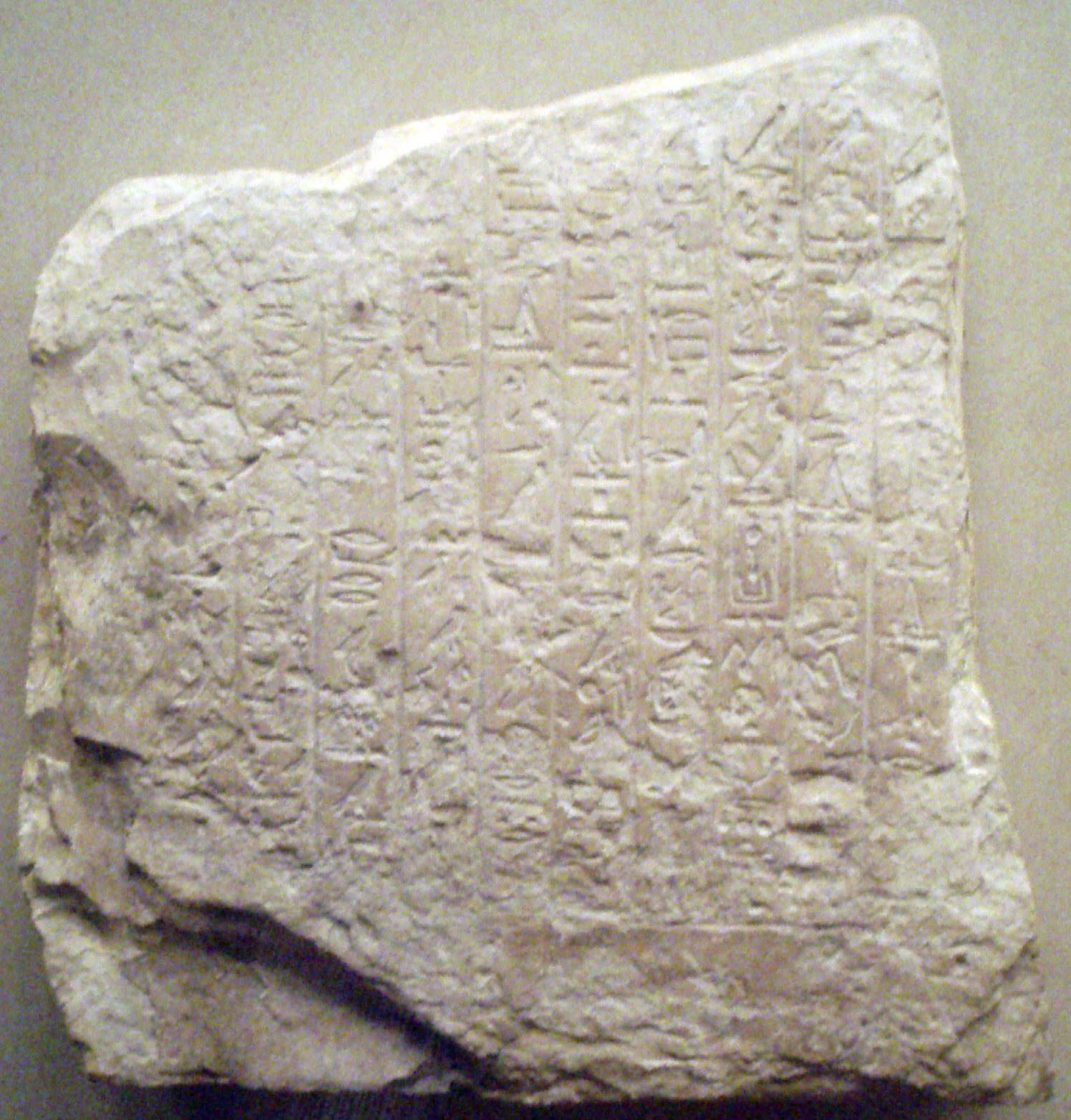
Decreto de Pepy II, garantizando inmunidad y exención de tributos del templo de Min. MMNY.

- Figurilla de calcita que muestra al rey con su madre (Museo de arte de Brooklyn)
- El decreto del rey, en el templo de la pirámide de Menkaura (Sethe)
- El decreto del rey encontrado en Abidos (Sethe)
- Tres decretos del rey encontrados en Coptos (Sethe)
- Inscripciones en El Cairo, que mencionan la fiesta Sed del rey (Sethe)
- Inscripción en el templo funerario de su esposa Iput (Sethe)
- Inscripción en Uadi Maghara (Sinaí) (Gardiner/Peet/Cerný)

Pequeños objetos con su nombre:
- Placas de fayenza, de varios lugares, algunas mencionan el primero y segundo festival Sed del rey (Elefantina: Dreyer)
- Recipientes de calcita, de varios lugares, mencionando el primero o segundo festival Sed (Sethe)
- Apoyo para la cabeza, de marfil, con el título completo del rey (Louvre n.º 646)
- Varios objetos encontrados en Biblos (Dunand)
- Fragmento de un relieve de Coptos (Museo Petrie UC14281)
- Jarrón de El Badari, en la tumba 3202 (Museo Petrie UC16158)

## Titulatura
| Titulatura | Jeroglífico | Transliteración (transcripción) - traducción - (referencias) |

| G5 |

| G5 |

| R8 | N28 | G43 |

| R8 | N28 | G43 |

| R8 | N28 | G43 |

| R8 | N28 | G43 |

| G5 |

| G5 |

| R8 | N28 | G43 |

| R8 | N28 | G43 |

| R8 | N28 | G43 |

| R8 | N28 | G43 |

| G16 |

| G16 |

| R8 | N28 | G43 |

| R8 | N28 | G43 |

| G16 |

| G16 |

| R8 | N28 | G43 |

| R8 | N28 | G43 |

| G8 |

| G8 |

| S42 |

| S42 |

| G8 |

| G8 |

| S42 |

| S42 |

| N5 | nfr | D28 |

| N5 | nfr | D28 |

| N5 | nfr | D28 |

| N5 | nfr | D28 |

| N5 | nfr | D28 |

| N5 | nfr | D28 |

| N5 | nfr | D28 |

| N5 | nfr | D28 |

| N5 | nfr | D28 |

| N5 | nfr | D28 |

| N5 | nfr | D28 |

| N5 | nfr | D28 |

| N5 | nfr | D28 |

| N5 | nfr | D28 |

| N5 | nfr | D28 |

| N5 | nfr | D28 |

| p · p | i | i |

| p · p | i | i |

| p · p | i | i |

| p · p | i | i |

| p · p | i | i |

| p · p | i | i |

| p · p | i | i |

| p · p | i | i |

| p · p | i | i |

| p · p | i | i |

| p · p | i | i |

| p · p | i | i |

| p · p | i | i |

| p · p | i | i |

| p · p | i | i |

| p · p | i | i |